# Ryuji Kato
Ryuji Kato (加藤 竜二, Kato Ryuji) est un footballeur japonais né le 24 décembre 1969.